# Anthony Charteau

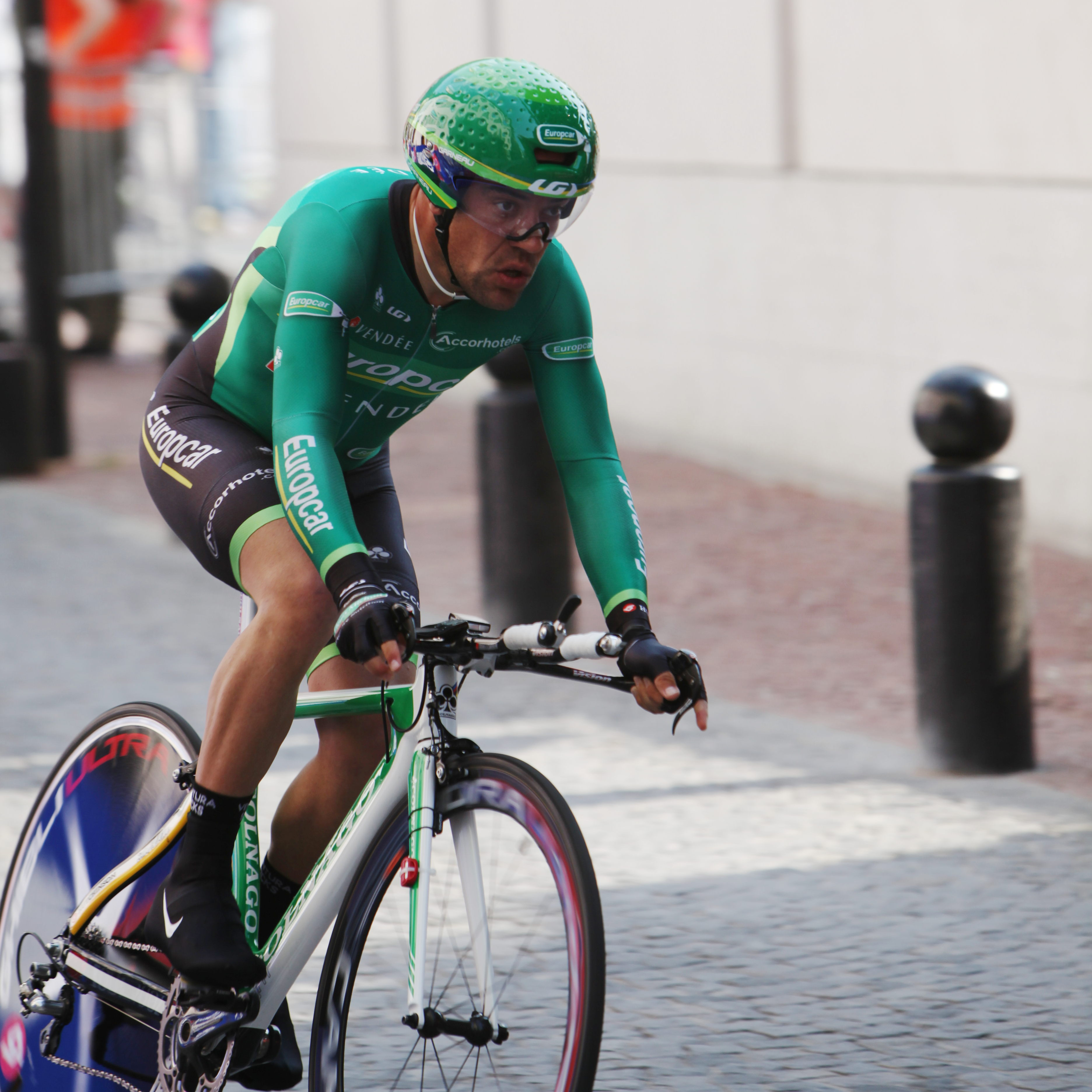
Anthony Charteau bei der Tour de Romandie 2011

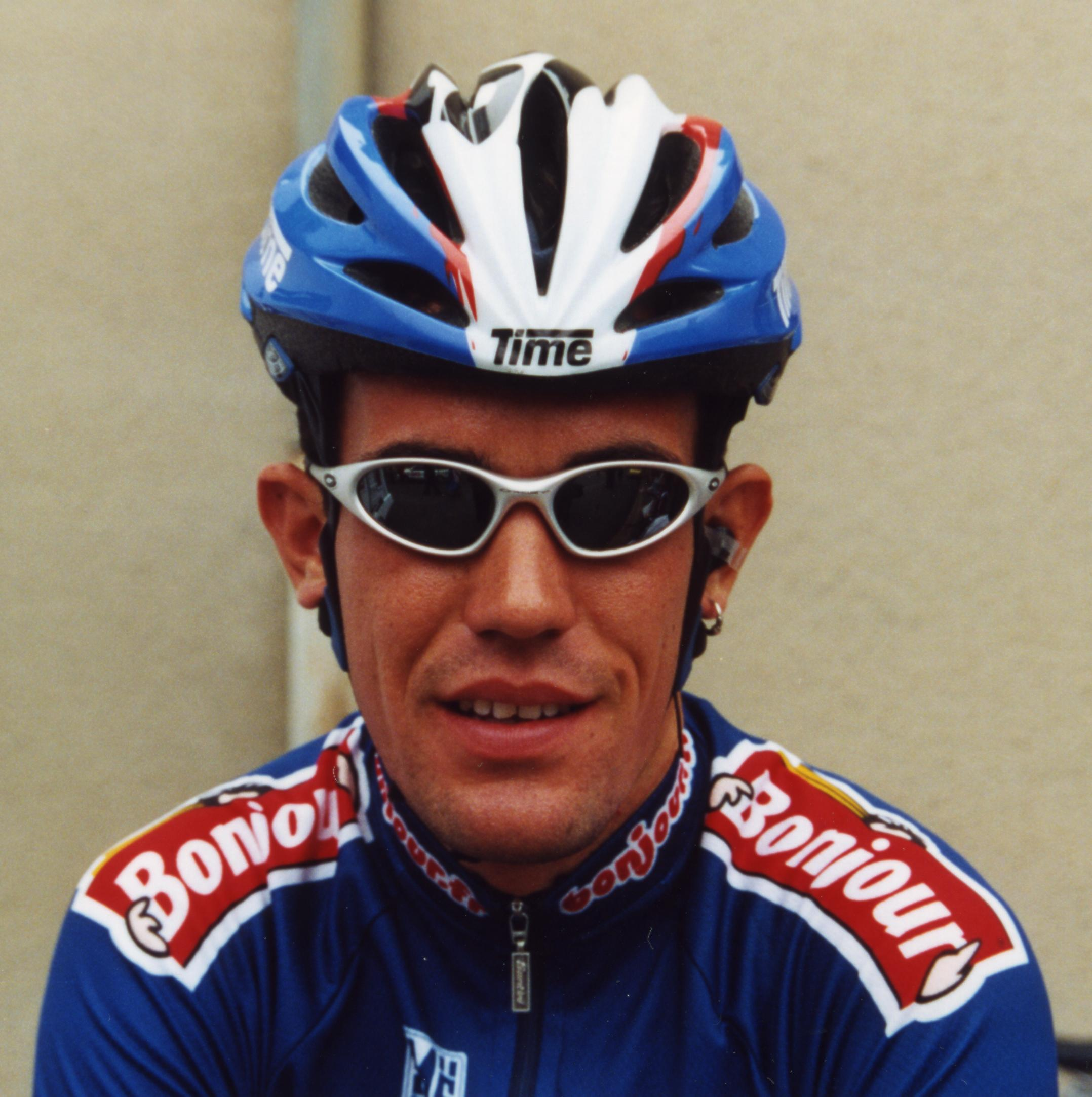
Anthony Charteau

Anthony Charteau (* 4. Juni 1979 in Nantes) ist ein ehemaliger französischer Radrennfahrer.

## Sportliche Karriere
Anthony Charteau begann seine Profikarriere 2001 bei dem französischen Radsport-Team Bonjour. 2003 gewann er das Eintagesrennen Classique Loire-Atlantique. Der Sponsor der Mannschaft war mittlerweile Brioches La Boulangère. 2004 nahm er zum ersten Mal an der Tour de France teil und beendet sie auf dem 103. Gesamtrang.
Ab 2005 fuhr das Team von Jean-René Bernaudeau unter dem Namen Bouygues Télécom. Er gewann bei der Katalonien-Rundfahrt eine Etappe und krönte damit einen seiner zahlreichen Ausreißversuche mit dem einzigen ProTour-Erfolg seines Teams in diesem Jahr.
Von 2006 bis 2007 fuhr Charteau bei dem französischen ProTeam Crédit Agricole. Auch 2006 nahm er wieder an der Tour de France teil. Kurz danach gewann er die Polynormande. 2007 entschied er nach einer langen Flucht eine Bergetappe der Tour de Langkawi für sich und übernahm dabei auch das Gelbe Trikot des Gesamtführenden. Bei der Tour de France 2010, mittlerweile zurückgekehrt zu seinem früheren Team Bbox Bouygues Télécom holte er sich auf der neunten Etappe das Gepunktete Trikot der Tour de France von Jerome Pineau. Er verlor es auf der zehnten Etappe wieder, konnte es aber auf der zwölften Etappe erneut erobern und bis zum Ende der Tour verteidigen.
Ende der Saison 2013 beendete er seine Karriere als Berufsradfahrer.

## Erfolge
2003
- Classique Loire-Atlantique

2005
- eine Etappe Katalonien-Rundfahrt

2006
- Polynormande

2007
- eine Etappe und Gesamtwertung Tour de Langkawi

2009
- eine Etappe Mittelmeer-Rundfahrt (Mannschaftszeitfahren)

2010
- eine Etappe und Gesamtwertung La Tropicale Amissa Bongo
- Bergwertung Tour de France

2011
- Gesamtwertung La Tropicale Amissa Bongo
- eine Etappe Route du Sud

2012
- Gesamtwertung La Tropicale Amissa Bongo

2013
- eine Etappe Tour de Normandie

## Teams
- 2001–2002: Bonjour
- 2003–2004: Brioches La Boulangère
- 2005: Bouygues Télécom
- 2006–2007: Crédit Agricole
- 2008–2009: Caisse d’Epargne
- 2010: Bbox Bouygues Télécom
- 2011–2013: Team Europcar